# Polyommatus uniforma
Polyommatus uniforma är en fjärilsart som beskrevs av Vicol 1977. Polyommatus uniforma ingår i släktet Polyommatus och familjen juvelvingar. Inga underarter finns listade i Catalogue of Life.